# Eugène Simon
Eugène Simon (ur. 30 kwietnia 1848 w Paryżu, zm. 17 listopada 1924 tamże) – francuski przyrodnik, arachnolog, ornitolog, uważany za ojca systematyki pajęczaków, opisał najwięcej nowych gatunków pająków w historii.

## Życiorys
Jego ojciec był lekarzem. W dzieciństwie zetknął się z publikacją pt. Królestwo zwierząt Georges’a Cuviera. Swoją pierwszą, 540-stronicową książkę, Histoire naturelle des Araignées, wydał w wieku 16 lat. Pracował w Muzeum Historii Naturalnej w Paryżu (tamże zostały zdeponowane okazy typowe większości opisanych przez niego gatunków). Odziedziczył fortunę po rodzicach – był osobą zamożną, sam finansował swoje ekspedycje naukowe. Należał do wielu stowarzyszeń naukowych, głównie francuskich, był m.in. prezesem Société entomologique de France, do którego wstąpił w wieku 14 lat.

## Dorobek naukowy
Był aktywny naukowo przez 59 lat, od 1864 do 1923 roku. Zajmował się opracowywaniem okazów dostarczanych z różnych części świata przez rozmaitych badaczy, sam również odbywał ekspedycje badawcze, m.in. do Włoch (1864), do Hiszpanii (1864–1869), na Korsykę i Sycylię (1869), do Maroka z Fernandem Ogierem de Baulny  (Tanger–Fez, 1869), do Tunezji (1875), do Algierii (1880–1886), do Wenezueli (1887–1888), do Egiptu i nad wybrzeże Morza Czerwonego (1889–1890), na Filipiny (1890–1891), na Cejlon oraz do południowych Indii (1892), do Kolonii Przylądkowej i prowincji Transwal (1893) w Afryce Południowej. Zgromadził kolekcję 26 000 tub z okazami pająków (nigdy nie wyrzucał żadnych okazów), częściowo w drodze wymiany.
Zebrał i opisał m.in. pierwsze troglofilne gatunki z jaskiń na Filipinach w 1892 roku. Opracował pierwsze szczegółowe studium pająków Turkmenistanu w 1886 roku. W latach 1886–1896 zajmował się m.in. pajęczakami z rejonu przylądka Horn, Ziemi Ognistej i Patagonii. Poza pajęczakami jego zainteresowania naukowe obejmowały: grzyby, owady, skorupiaki, ptaki (zwłaszcza kolibrowate).
Napisał m.in. dzieło: Histoire naturelle des Araignées (główne wydanie w latach 1892–1903, 4 tomy); na systemie zawartym w tymże dziele przez wiele lat opierano systematykę pająków oraz Les Arachnides de France oraz 319 artykułów naukowych.
Opisał 4650 nowych gatunków pająków (z czego nadal uznawane jest 3789 gatunków), co czyni go najpłodniejszym taksonomem pajęczaków w historii; jest uważany za ojca systematyki tej gromady zwierząt. Około 20% uznawanych rodzajów pająków również zostało przez niego opisanych. Jego opisy gatunkowe to zazwyczaj tylko kilka linijek tekstu, bez dołączonych ilustracji. Francuski przyrodnik Pierre Bonnet napisał w swej Bibliographia Araneorum z 1945 roku, że to „z pewnością największy arachnolog, jakiego do tej pory mieliśmy”.

### Publikacje
- Une expédition helminthologique (1863)[6]
- Histoire naturelle des Araignées (Aranéides) (1864)[6]
- Histoire naturelle des Araignées (1864–1884)[6]
- Révision des genres de la famille des Trochilidés, oiseaux-mouches. „La feuille des jeunes naturalistes” (1 czerwca 1898, IIIe (28), n° 332)[6]
- Les Arachnides de France (1874–1937)[6]
- Araignées et faucheurs (1903)[6]
- Histoire naturelle des Trochilidae (1921)[6]